# Kenéz
Kenéz é um município da Hungria, situado no condado de Vas. Tem 7,17 km² de área e sua população em 2015 foi estimada em 269 habitantes.